# Riccardo Paletti
Riccardo Paletti (Milaan, 15 juni 1958 – Montréal, 13 juni 1982) was een Italiaans Formule 1-coureur.
Na zich drie keer niet te hebben kunnen kwalificeren met zijn Osella, lukte het dan toch voor de eerste keer op 25 april bij de Grand Prix van San Marino, maar na zeven rondes viel hij uit met een gebroken ophanging. De volgende twee races wist hij zich niet te kwalificeren en in Detroit kwalificeerde hij zich, kreeg een ongeluk en startte niet.
Op 13 juni bij de Grand Prix van Canada in Montreal ging het bij de start helemaal mis.
Didier Pironi stond op poleposition, maar liet bij de start de motor van zijn Ferrari afslaan. Dat soort dingen gebeurden wel vaker, vooral in het turbotijdperk. Hoewel het meestal goed afliep, zou Paletti, die startte vanaf de laatste startrij, van die positie onmogelijk zien wat er voor hem gebeurde en botste met zo'n 180 km/u boven op de stilstaande Ferrari.
Hoewel men Paletti nog probeerde te redden, was het tevergeefs. De auto stond nog kortstondig in brand, al had Paletti geen brandwonden. Hij was de tweede dode in het seizoen 1982, Gilles Villeneuve stierf kort daarvoor in Zolder.
In Varano, in de Italiaanse provincie Parma, is een racecircuit naar Paletti vernoemd.